# Acarnus toxeata
Acarnus toxeata är en svampdjursart som beskrevs av Boury-Esnault 1973. Acarnus toxeata ingår i släktet Acarnus och familjen Acarnidae.
Artens utbredningsområde är havet utanför Brasilien. Inga underarter finns listade i Catalogue of Life.